# Emir Aykurt
Emir Aykurt (* 30. Juni 1983 in Tarsus) ist ein türkischer Fußballspieler.

## Karriere
Aykurt durchlief hier die Jugendabteilungen von Tarsus Belediyespor und Tarsus İdman Yurdu. Im Sommer 2001 wurde er noch als Amateurspieler in den Profikader aufgenommen und absolvierte bis zum Saisonende fünf Ligaspiele. Zum Saisonende stieg er mit seiner Mannschaft in die 2. Lig B Kategorisi auf. Nach dem Aufstieg erhielt er hier einen Profivertrag und spielte ein Jahr unter diesem Status İY in die Profimannschaft auf. Anschließend kehrte er im Sommer 2003 wieder in den Amateurbereich zurück und spielte bis zum Frühjahr 2013 bei diversen Amateurvereinen der Region Mersin und Adana.
Im Frühjahr wechselte er als Profi zum Drittligisten Kahramanmaraşspor. Zum Saisonende stieg man als Meister und in die zweithöchste türkische Spielklasse, in die TFF 1. Lig, auf.

## Erfolge
mit Kahramanmaraşspor
- Meister der TFF 2. Lig 2012/13 und Aufstieg in die TFF 1. Lig